# Atari Lynx
Atari Lynx je jedinou přenosnou herní konzolí od Atari.
Lynx byl původně vyvinut firmou Epyx, která ale neměla dost prostředků na zahájení prodeje, a tak hledala silnějšího partnera, který by byl schopen prodej zajistit. Našla ho ve firmě Atari.
Lynx má jako první příruční konzole barevný LCD zobrazovač, který je navíc podsvětlený. Unikátní je možnost obrátit jeho zobrazování a tím zpřístupnit konzoli pro leváky. Dalším zlepšením je sériový komunikační port, pomocí kterého je možné propojit až 16 Lynxů.
Lynx byl vyráběn ve dvou provedeních. Pozdější verze, označovaná také jako MK II, má zmenšený design, stereo zvuk a možnost vypnout podsvícení LCD a tím šetřit napájecí baterie.
Je napájen 6 AA bateriemi, které ho udrží v provozu zhruba 5,5 hodin.
Pro Lynx bylo vydáno okolo stovky her.